# Richard Niederbacher
Richard Niederbacher (Gleisdorf, 1961. december 7. –) volt osztrák válogatott labdarúgó, jelenleg az SC Liezen vezetőedzője.

## Mérkőzései az osztrák válogatottban
| #  | Dátum             | Ellenfél      | Eredmény | Kiírás              | Esemény |
| -- | ----------------- | ------------- | -------- | ------------------- | ------- |
| 1. | 1984. március 28. | Franciaország | 0 – 1    | barátságos mérkőzés |         |
| 2. | 1984. április 18. | Görögország   | 0 – 0    | barátságos mérkőzés | 62'     |
| 3. | 1984. május 2.    | Ciprus        | 2 – 1    | Vb-selejtező        | 88'     |
| 4. | 1988. február 5.  | Svájc         | 1 – 2    | barátságos mérkőzés |         |

## Sikerei, díjai
SK Rapid Wien:
- Osztrák Bundesliga: 1986-87